# Депресія (фільм)
«Депре́сія» — радянський художній фільм режисера Алоїза Бренча. Знятий за романом Андріса Колбергса «Нічого не сталося» на кіностудії «Deckrim» в 1991 році.

## Сюжет
У невдалій спробі налагодити транзит наркотиків через торговий порт у Ризі наркомафія намагається звинуватити одного з учасників злочинного ланцюжка — директора великого ресторану Романа Раусу. Покарати винного доручено «Старому», але Рауса не збирається визнавати свою відповідальність за зрив поставки й починає поводитися ще більш нахабно, будучи впевненим у захисті своїх інтересів місцевими спільниками, і зрештою гине.

## У ролях
- Марина Майко — Імалда (озвучує Ніна Тобілевич)
- Лариса Полякова — Регіна (озвучує Ольга Гаспарова)
- Гірт Яковлєв — Роман Романович Рауса, директор ресторану, що працює на наркомафію (озвучує Володимир Ферапонтов)
- Донатас Баніоніс — «Старий» (озвучує Рогволд Суховерко)
- Армандс Рейнфельдс — Алекс
- Альгіс Матульоніс — Курдаш (озвучує Рудольф Панков)
- Арніс Ліцитіс — Володя, оперуповноважений (озвучує Олексій Інжеватов)
- Дайніс Поргантс — Егон, оперуповноважений, брат Імалди
- Ніна Маслова — Люда
- Яніс Заріньш — Леопольд
- Маріс Андерсонс — «Чурка»
- Володимир Чепуров — охоронець
- Михайло Задорнов — чиновник, що прикриває канал постачання наркотиків
- Володимир Меньшов — «хрещений батько» наркомафії
- Юріс Леяскалнс — офіціант
- Регіна Разума — дружина Рауси
- Тетяна Ташкова — дружина Курдаша
- Вілніс Бекеріс — гість Рауси
- Селга Бедріте — епізод
- Л. Богданов — епізод
- Раймонда Ваздіка — епізод
- В. Честнов — епізод
- Расма Гарне — епізод
- Ольгерт Дункерс — епізод
- Карліс Зушманіс — епізод
- Марина Калмикова — епізод
- Імантс Кренбергс — епізод
- В. Карпач — епізод
- Георг Кукліс-Рошманіс — епізод
- Велта Ліне — епізод
- Арнольд Лініньш — епізод
- Ілона Озола — епізод
- Ріхард Рудакс — епізод
- А. Шмакова — епізод
- І. Штейна — епізод
- Петеріс Шиліньш — епізод
- Артур Екіс — епізод
- А. Яксіс — епізод
- У. Бренча — епізод

## Знімальна група
- Автор сценарію: Андріс Колбергс
- Режисер-постановник: Алоїз Бренч
- Композитор: Раймонд Паулс
- Оператор-постановник: Гвідо Скулте
- Художник-постановник: Василь Масс
- Продюсер: Валдіс Айзпурієтіс
- Звукооператор: Віктор Личов
- Режисер: Б. Ружс
- Оператор: І. Хофманіс
- Художник по костюмам: Лариса Брауна
- Художник-гример: Д. Біюбене
- Монтажер: Г. Ікере
- Редактор: І. Черевичник
- Адміністративна група: А. Сімане, В. Вігдоров, Г. Шульдинер
- Директори: Лілія Глобіна, Гунарс Сопс